# Hiadeľská dolina
Hiadeľská dolina (maďarsky a hédeli völgy) je údolí v jihozápadní části Nízkých Tater.
Protéká jím potok Vážna a vede skrze něj modře značená turistická trasa  z Hiadeľa přes Hiadeľské sedlo až do Korytnice.
V budoucnu má údolím vést rychlostní silnice R1, která propojí Horní Pohroní a Liptov.